# Cluetau
Los Cluetau fueron una tribu probablemente coahuilteca cuya presencia se registró en la misión de San Antonio de Valero cerca de San Antonio, Texas, en la primera mitad del siglo XVII: «siete entradas de registros bautismales en el período 1719-1735 se refieren a una mujer adulta, en tres no se refiere su etnia, en dos dice que pertenecía a la tribu Sana y en las dos restantes se nombra como un Cluetau».: 168 